# Alcivan Tadeus Gomes de Araújo
Alcivan Tadeus Gomes de Araújo (Cerro Corá, 21 de maio de 1972) é um prelado brasileiro da Igreja Católica, atual bispo auxiliar da Paraíba.

## Biografia
Ingressou no curso propedêutico do Seminário Diocesano Santo Cura d’Ars, em Caicó, no ano de 1990. No ano seguinte, transferiu-se para o Seminário Arquidiocesano de São José do Rio de Janeiro para cursar filosofia na Faculdade Eclesiástica de Filosofia João Paulo II e teologia no Instituto Superior de Teologia da arquidiocese de São Sebastião do Rio de Janeiro, entre 1993 e 1996.
Recebeu a ordenação presbiteral em 1 de fevereiro de 1997, sendo incardinado na Diocese de Caicó.
É mestre em direito canônico pela Pontifícia Universidade Gregoriana de Roma, tendo cursado a formação entre 2009 e 2012.
Em sua atuação pastoral, foi vigário paroquial das paróquias de Sant’Ana e Imaculada Conceição em Currais Novos (1997), reitor do Seminário Diocesano Santo Cura d’Ars (1998), administrador da Área Pastoral Autônoma de Nossa Senhora do Patrocínio em São Fernando (1998), pároco da Paróquia de São Francisco de Assis em Lagoa Nova (1999-2002); presidente do Departamento Diocesano de Ação Social/DDAS (2004-2007); pároco da Paróquia de São Sebastião de Parelhas (2003-2009), administrador paroquial da Paróquia de Nossa Senhora dos Remédios de Cruzeta (2012), pároco da Paróquia de Sant’Ana de Caicó (2015-2022) e Pároco da Paróquia de Nossa Senhora da Conceição de Jardim do Seridó (2023).
Foi, na diocese de Caicó, ocupante de diversas funções, como pároco, vigário episcopal para os Ministérios e Vocações, ecônomo, vigário judicial da diocese e vigário judicial adjunto e vice-presidente do Tribunal Eclesiástico Interdiocesano de Natal. Fez parte como membro do Colégio dos Consultores e do Conselho Presbiteral, da Comissão Diocesana de Arquitetura e Artes Sacras e do Conselho Diretor da Fundação Educacional Sant’Ana.
Em 8 de novembro de 2023, o Papa Francisco o nomeou como bispo auxiliar da Paraíba, atribuindo a sé titular de Fata. Recebeu a ordenação episcopal em 2 de fevereiro de 2024, na Catedral de Sant'Ana em Caicó, de Dom Antônio Carlos Cruz Santos, M.S.C., bispo de Caicó, coadjuvado por Dom Manoel Delson Pedreira da Cruz, O.F.M. Cap., arcebispo da Paraíba e por Dom Heitor de Araújo Sales, arcebispo emérito de Natal.